# Hanna Mortkowicz-Olczakowa
Hanna Mortkowicz-Olczakowa (ur. 15 października 1905 w Warszawie, zm. 5 stycznia 1968 w Krakowie) – polska poetka i pisarka żydowskiego pochodzenia, autorka utworów dla dzieci i młodzieży.

## Życiorys
Córka zasłużonego dla kultury polskiej księgarza i wydawcy Jakuba Mortkowicza i Janiny Mortkowiczowej. Studiowała polonistykę i historię sztuki na Uniwersytecie Warszawskim, w 1926 roku uzyskała doktorat. Studiowała także malarstwo na Akademii Sztuk Pięknych w Warszawie. Debiutowała wierszem w 1920 roku. Współautorka scenariusza do filmu Zagubione uczucia z 1957 roku. Za swoją twórczość wielokrotnie odznaczana.
W 1953 wraz z innymi osobistościami świata kultury podpisała tzw. Rezolucję Związku Literatów Polskich w Krakowie w sprawie procesu krakowskiego.
Jej córką jest pisarka i scenarzystka, współzałożycielka kabaretu Piwnica pod Baranami Joanna Olczak-Ronikier, a wnuczką dziennikarka i pisarka Katarzyna Zimmerer.

## Twórczość
- Dzień Krysi
- Dzień Jędrusia
- Pawełek w ogrodzie zoologicznym[1]
- 1933: 30 kolegów z całej Polski
- 1953: Zmiany w krajobrazie
- 1957: Janusz Korczak
- 1961: Kolorowe gwiazdy [powieść dla młodzieży nagrodzona w konkursie wydawnictwa Nasza Księgarnia w 1960 r.]
- 1961: Bunt wspomnień. [Zawiera wspomnienia dotyczące następujących osób: S. Żeromski, J. Kasprowicz, W. Berent, Z. Miriam-Przesmycki, K. Krzyżanowski, B. Ostrowska, F. Fiszer, B. Leśmian, L. Staff, J. Tuwim, J. Lechoń, M. Jasnorzewska-Pawlikowska, A. Strug, J. Kaden-Bandrowski, K. Szymanowski, Z. Nałkowska, Z. Uniłowski, M.J. Wielopolska, Z. Żurakowska, S. Noakowski, T. Zieliński, W. Skoczylas, Or-Ot (A. Oppman), J. Osterwa, B. Schulz, M. Eiger-Napierski, J. Lorentowicz, T. Pruszkowski, T. Cieślewski, K. Gałczyński, K. Baczyński, H. Górska, J. Korczak, S. Sempołowska]
- 1965: O Stefanie Żeromskim: ze wspomnień i dokumentów
- 1965: Spadek i inne opowiadania
- 1956: Piotr Michałowski. Opowieść o życiu i twórczości
- 1930: Niepotrzebne serce
- 1927: Podanie o Wandzie: dzieje wątku literackiego

## Odznaczenia
- 1966: Krzyż Oficerski Orderu Odrodzenia Polski[1]
- 1959: Krzyż Kawalerski Orderu Odrodzenia Polski
- 1955: Złoty Krzyż Zasługi